# A Man-sziget lordjainak listája
Miután a Man-sziget véglegesen Angliához került, az angolok megszüntették a Man-sziget királya címet. A szigetet ezután Salisbury és Derby grófjai (earl) kormányozták, mint a Man-sziget lordjai.
| Korámányzó                                                     | Kormányzott                    | Megjegyzés               |
| -------------------------------------------------------------- | ------------------------------ | ------------------------ |
| III. Thomas Stanley * ~1477 1521 máj. 23                       | 1504–1521                      | Derby második earlje.    |
| Edward Stanley * 1509 máj. 10 – 1572 okt. 24                   | 1521–1572                      | Derby harmadik earlje    |
| II. Henry Stanley * 1531 szept. – 1593 szept. 25               | 1572–1593                      | Derby negyedik earlje.   |
| Ferdinando Stanley                                             | 1593–1594                      | Derby ötödik earlje.     |
| Teljes angol fennhatóság: 1594–1610                            |                                |                          |
| A szigetet az angol koronához csatolják 1594–1607              |                                |                          |
| Henry Howard * 1540 – 1614 jún. 15                             | 1607–1608                      |                          |
| Robert Cecil * 1563 jún. 1 – 1612 máj. 24                      | 1608–1609                      | Salisbury első earlje.   |
| IV. William Stanley * 1561 – 1642 szept. 29                    | 1609–1612 (beiktatva 1610-ben) | Derby hatodik earlje.    |
| Elizabeth Stanley                                              | 1612–1627                      |                          |
| I. James Stanley * 1607 jan. 31 –651 okt. 15                   | 1627–1651                      | Ő volt „A Nagy Stanley”  |
| IV. Thomas Fairfax * 1612 jan. 17 – 1671 nov. 12               |                                | Fairfax harmadik lordja. |
| Charles Stanley * 1628 jan. 19 – 1672 dec. 21                  | 1660–1672                      | Derby nyolcadik earlje.  |
| V. William Stanley * ~1655 — 1702 nov. 5                       | 1672–1702                      | Derby kilencedik earlje. |
| II. James Stanley * 1664 júl. 3 – 1736 febr. 1                 | 1702–1736                      | Derby tizedik earlje.    |
| James Murray, Atholl 2. hercege * 1690 szept. 28 – 1764 jan. 8 | 1736–1764                      | Atholl második hercege.  |
| John Murray, Atholl 3. hercege * 1729 máj. 6 – 1774 nov. 5     | 1764–1765                      | Atholl harmadik hercege. |

James Stanley, Derby 10. grófja 1736-ban meghalt, és a sziget szuzerenitását James Murray, Atholl 2. hercege, első unokatestvére és örökös férfi kapta. 1764-ben egyetlen életben maradt gyermeke, Charlotte, Strange bárónő és férje, John Murray követte őt, aki (felesége jogán) Mann ura lett. 1720 körül a csempészáru kereskedelem jelentősen megnövekedett. Az Atholl-rendszer utolsó tíz évében (1756–1765) olyan méreteket öltött, hogy a birodalmi bevételek érdekében szükségessé vált a visszaszorítása. Ennek érdekében a parlament elfogadta az 1765-ös Man-szigeti vásárlása törvényt (amelyet a manxok – a man szigetek lakói – közönségesen Revestment Act-nek neveznek), amelynek értelmében megvásárolta az Athollok Mann urai jogait, beleértve a sziget vámbevételeit is. A szerződés egyszeri 70 000 fontot, és évi 2000 fontos biztosított a hercegnek és hercegnőnek. Az Athollok továbbra is megtartották uradalmi jogaikat, a püspökség védnökségét és bizonyos egyéb bevételeket is. 1828-ban John Murray, Atholl 4. hercege 417 144 fontért adta el a megmaradt Man-szigeti jogait IV. György brit királynak, ezzel végleg lezárva az Atholl család kapcsolatát a szigettel.